# Monastero delle Grotte di Pskov
Il monastero della Dormizione delle grotte di Pskov o monastero della Dormizione di Pskovo-Pechersky, (in russo Пско́во-Печ́ерский Успе́нский монасты́рь?e in estone: Petseri klooster) è un monastero maschile di religione ortodossa, situato nella città di Pechory-Petseri. Dista solo due chilometri dalla frontiera con l'Estonia, di cui fece parte con la contea di Petseri dal 1920 al 1944, ma dal 1991 è rimasto nell'oblast di Pskov in Russia.

## Storia

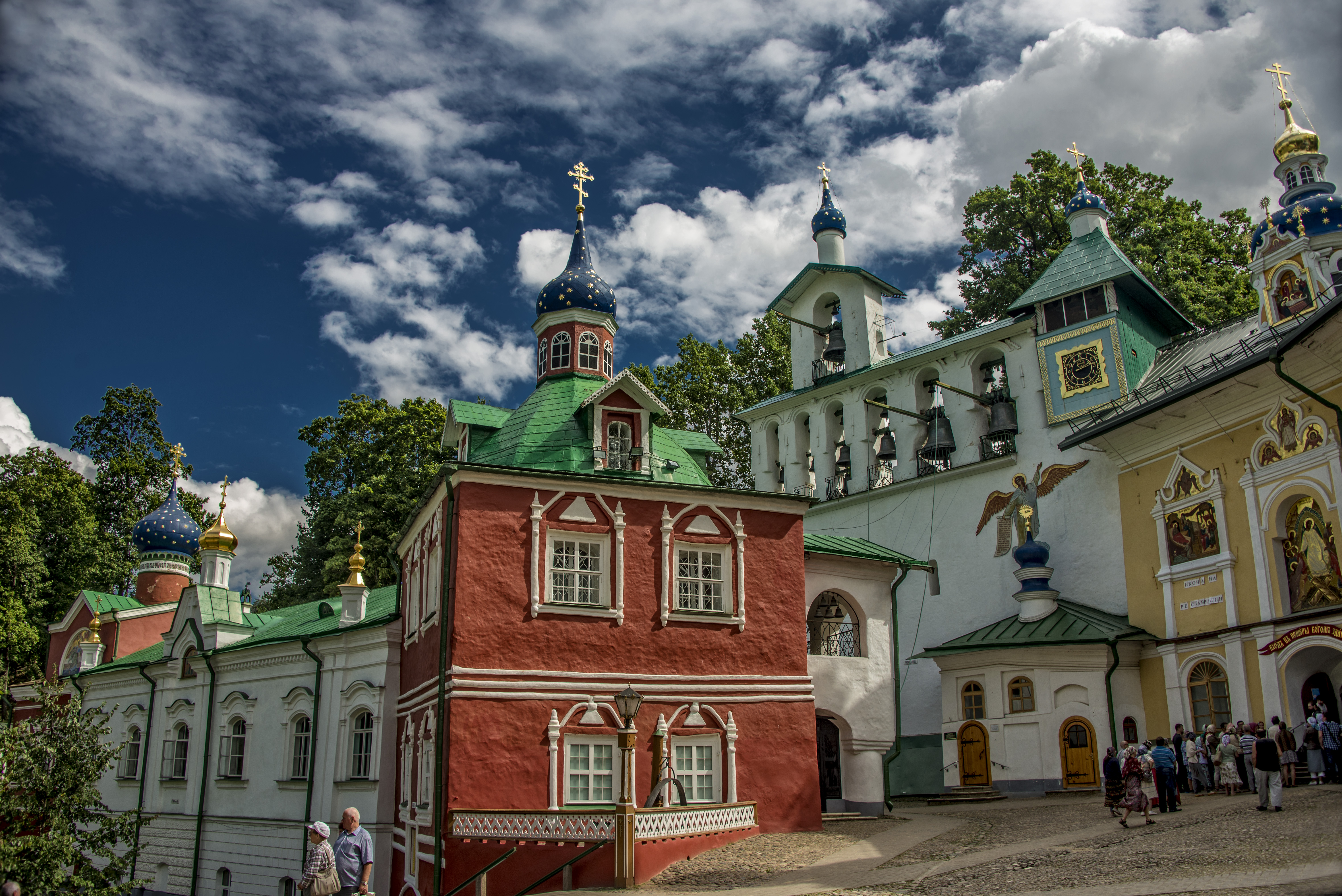
Veduta del monastero

Durante la metà del XV secolo il monastero delle Grotte, uno dei più importanti monasteri ortodossi, fu fondato in questa zona da eremiti che vivevano nelle caverne e fu uno dei pochi monasteri maschili rimasti sempre attivi, anche in epoca sovietica. 
Risparmiato dalla distruzione sovietica, trovandosi nel territorio dell'allora Repubblica Estone, tra il 1920 e il 1944..  Dal 1991, ovvero dopo il crollo dell'Urss, l'attività del monastero è particolarmente rifiorita. I monaci risultano essere oltre 90 e nel 2003 vi è stata la celebrazione del 530 anno dalla fondazione (1473).